# 2MASS J11593850+0057268
2MASS J11593850+0057268 ist ein Brauner Zwerg im Sternbild Jungfrau. Er wurde 1999 von Eduardo L. Martín et al. entdeckt. Er gehört der Spektralklasse L0 an. Seine Position verschiebt sich aufgrund seiner Eigenbewegung jährlich um 0,01404 Bogensekunden.